# Eduardo Puertollano
Eduardo Puertollano González (nascido em 25 de fevereiro de 1934) é um ex-ciclista uruguaio. Representou Uruguai em três provas durante os Jogos Olímpicos de 1956, na Austrália.